# كنيسة القديس بطرس (يافا)

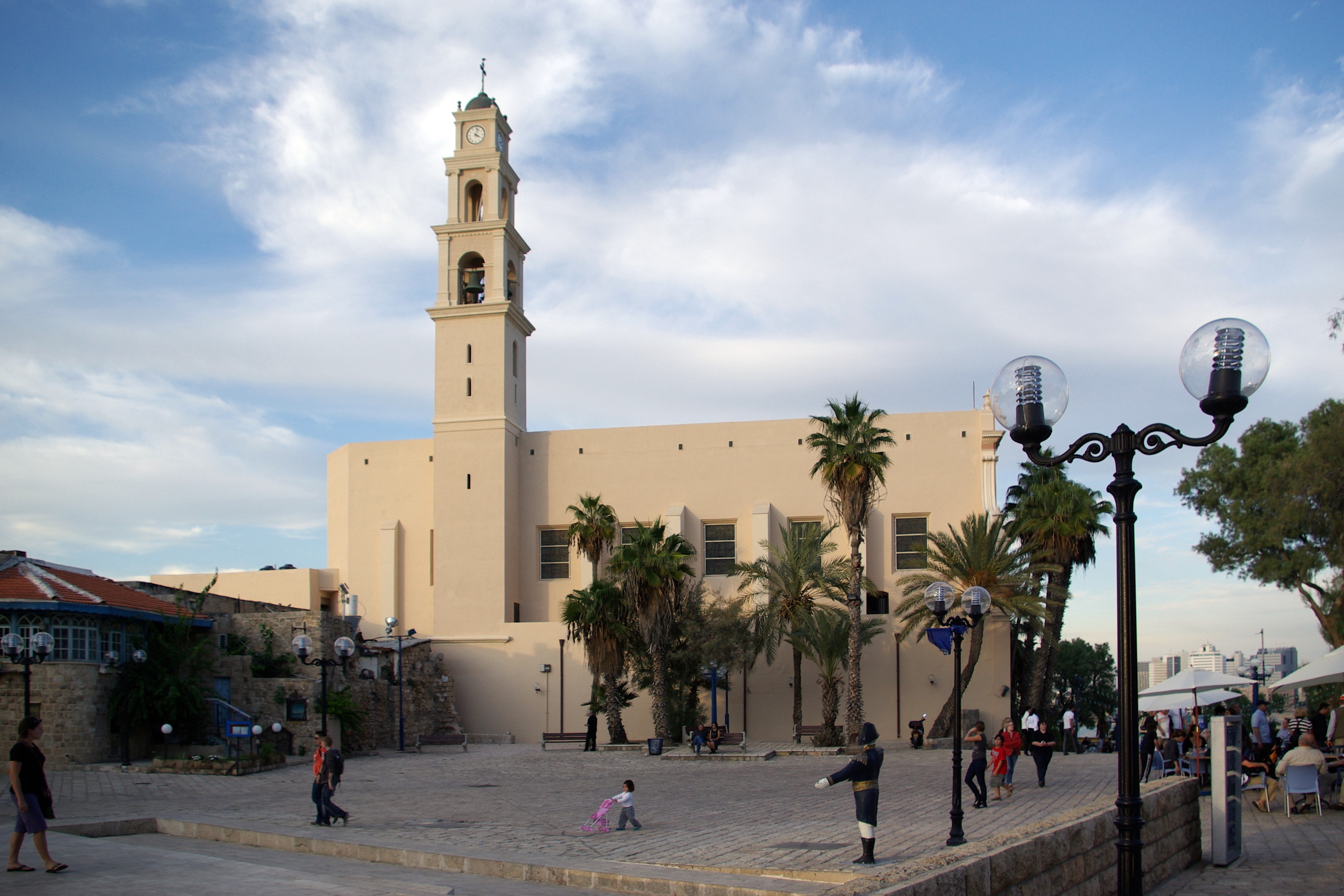
كنيسة القلعة في يافا

كنيسة القديس بطرس في يافا أو كنيسة القلعة كنيسة للكاثوليك الفرانسيسكان. تعتبر من أهم معالم مدينة يافا، المطلة على البحر الأبيض المتوسط. يعود بناؤها إلى الحقبة العثمانية في فلسطين عام 1654 وبُنيت على طراز الباروك.

## الطراز المعماري
تم بناء الكنيسة في عام 1654 تخليدا للقديس بطرس على طراز الباروك المعماري، إلا أنها تعرضت للتدمير مرتان خلال القرن الثامن عشر أي خلال حكم العثمانيين فتم ترميمها مرتان. البناء الحالي يعود لعام 1888 وإن أحدث ترميم على التصميم كان في عام 1903.

## الأهمية
تُعتبر من أهم الكنائس ليس في يافا وحسب إنما في فلسطين وذلك بسبب زيارة القديس بطرس الرسول خليفة يسوع المسيح (له المجد) لهذا المكان وبقائه ثلاثة أيّام عند شخص يُدعى سمعان الدبّاغ. وأثناء بقائه في الموقع ظهر له ملاك الرب ثلاثة مرّات وخلاله طلب من بطرس أن يأكل من لحوم جميع الحيوانات الدابّة التي خلقها الله ولكن عقلية القديس بطرس كانت متحفظة بسبب الشريعة اليهوديّة التي سار بحسبها جميع تلاميذ المسيح آنذاك.
رفض بطرس ثلاث مرّات من أكل لحم «دنس» بسبب منع الشريعة اليهوديّة لذلك ولكن في المرة الثالثة قال له ملاك الرب:«ما يحلّله الله لا يدنّسه الإنسان». ومن هنا ابتدأت عقلية القديس بطرس في التحول نحو الطريق المسيحيّة الجديدة التي كشفت له أسرارًا جديدة في الإيمان والرسالة المسيحيّة فبالإضافة إلى هذا الحدث، ظهر في نفس الوقت ملاك الرب لقائد المئة كورنيليوس من قيساريا وخبّره عن لقائه القريب مع القديس بطرس وفي المقابل ظهر الملاك مرة أخرى للقديس بطرس مخبرًا لقائه القريب مع كورنيليوس في قيساريا وبالفعل تم اللقاء بين الاثنان ومن وقتها آمن سمعان بطرس أن الخلاص لجميع البشرية وليس فقط لليهود.

## معرض صور

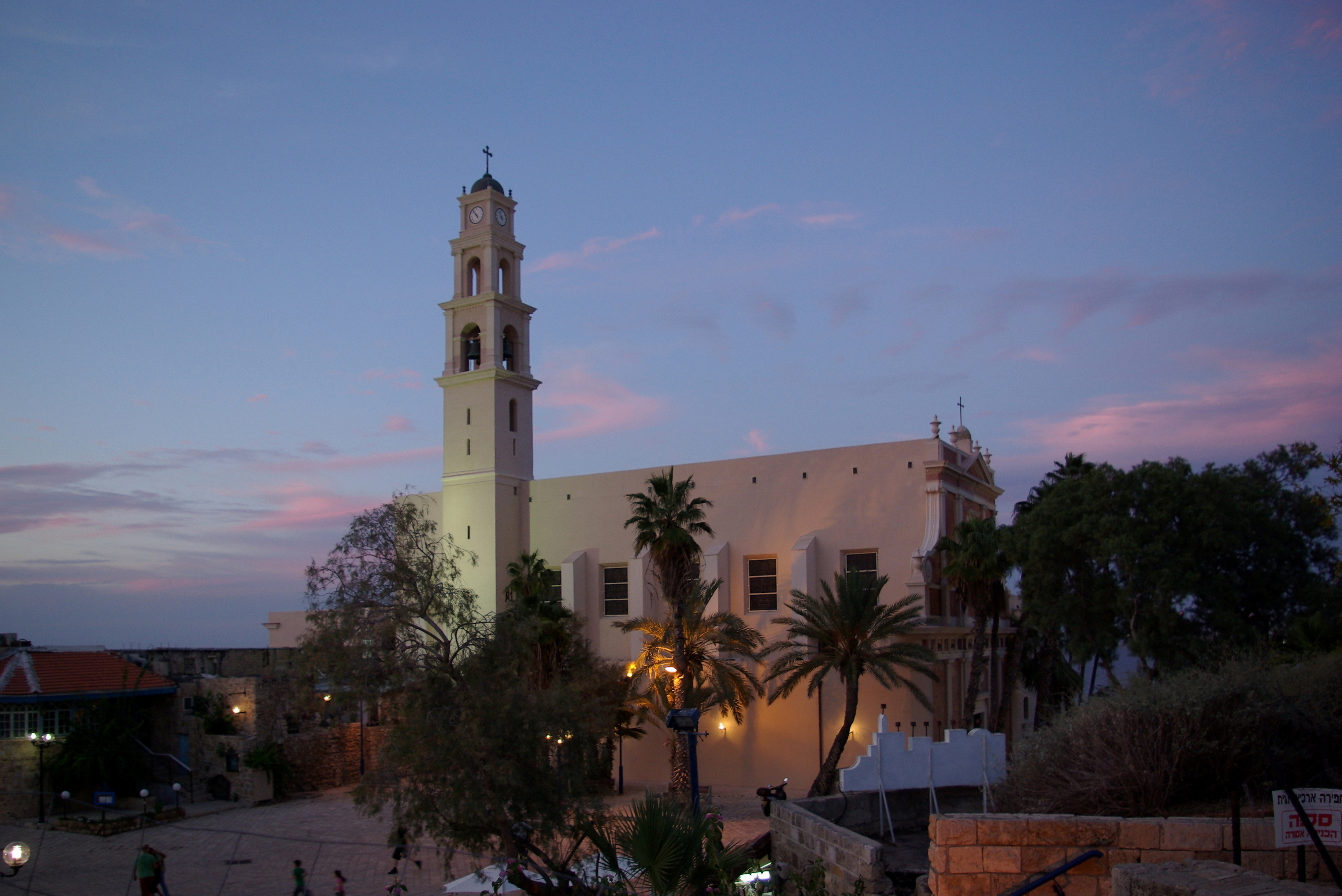
منظر من الجنوب في الليل
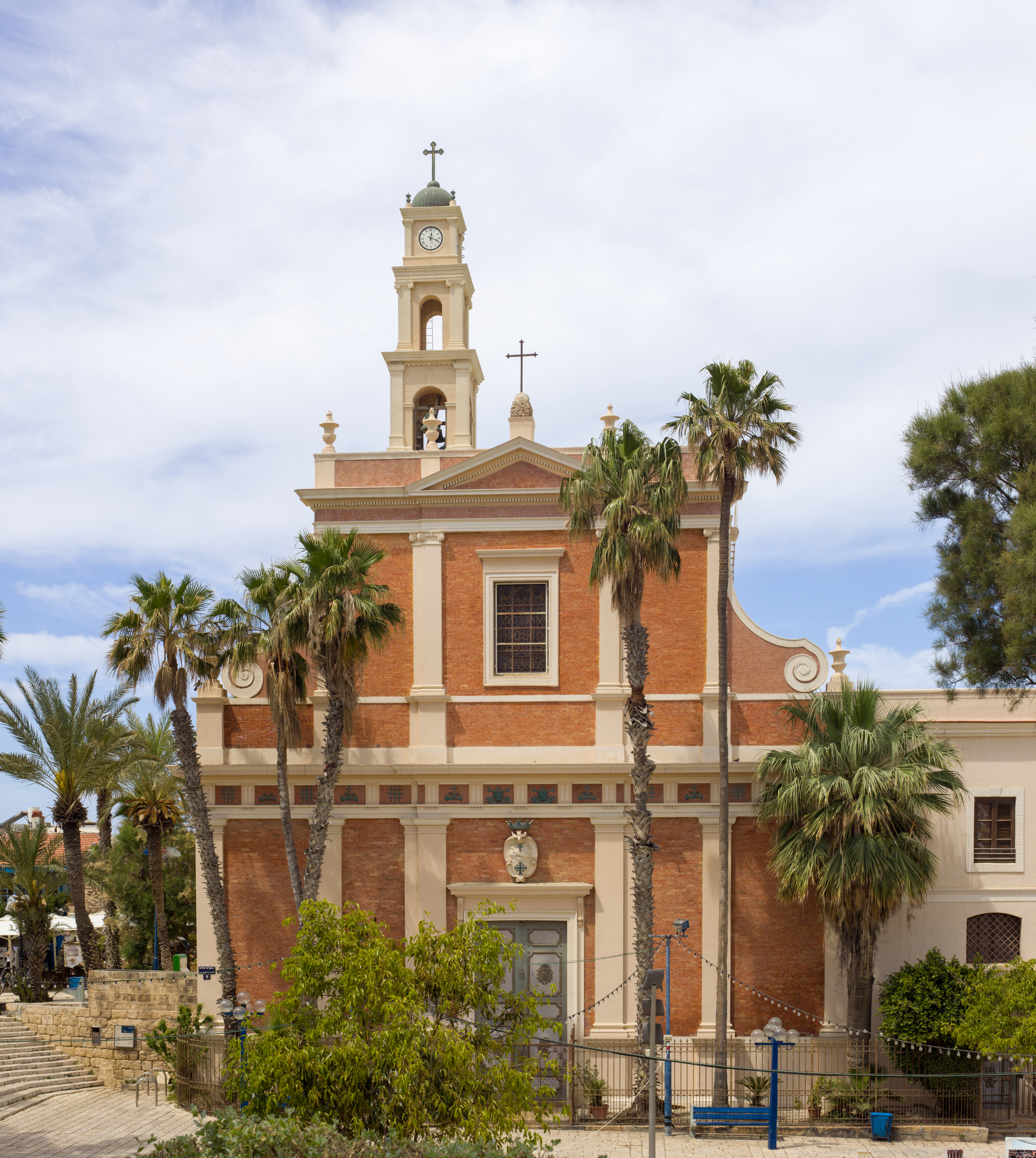
مدخل الكنيسة
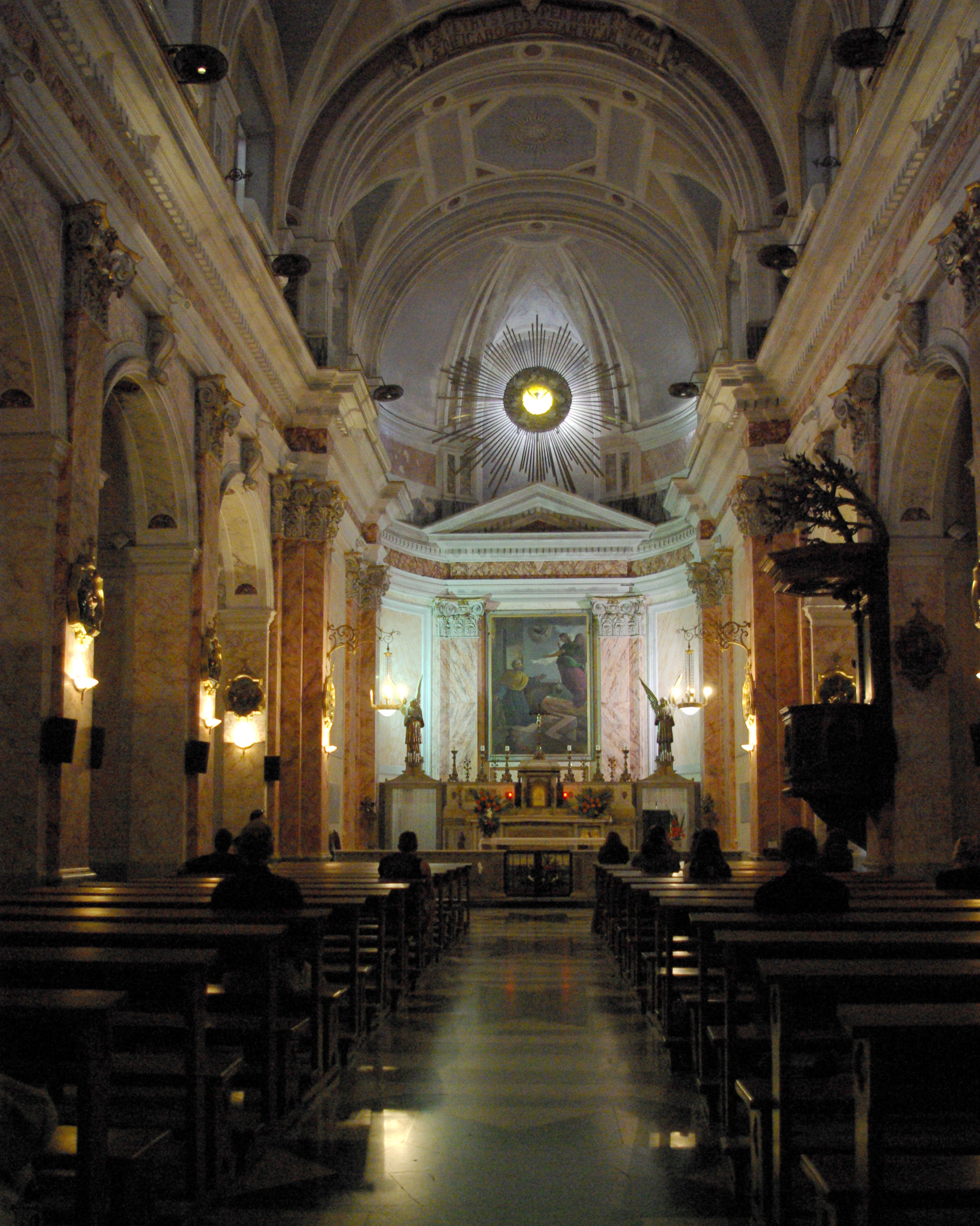
الكنيسة من الداخل
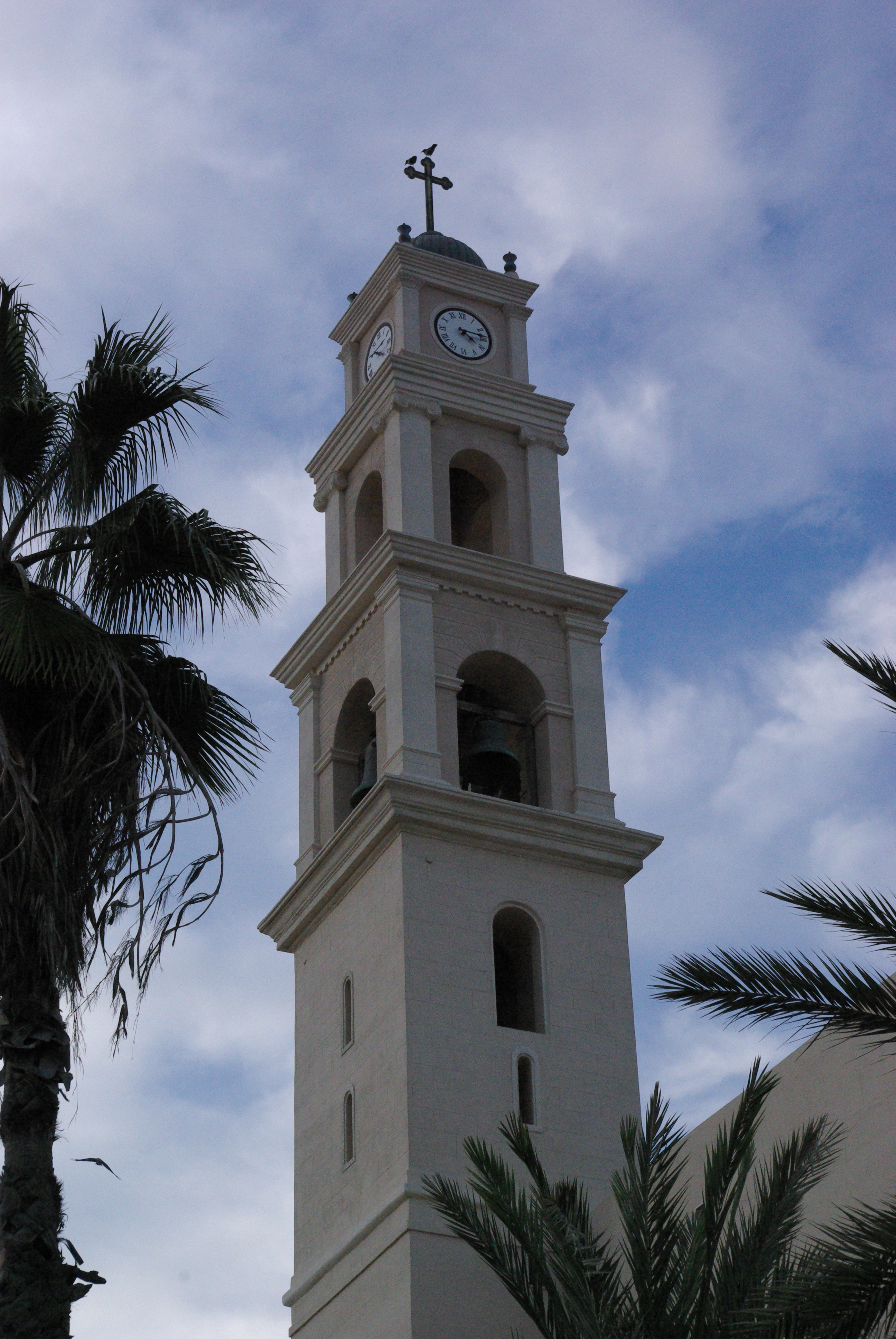
برج الكنيسة
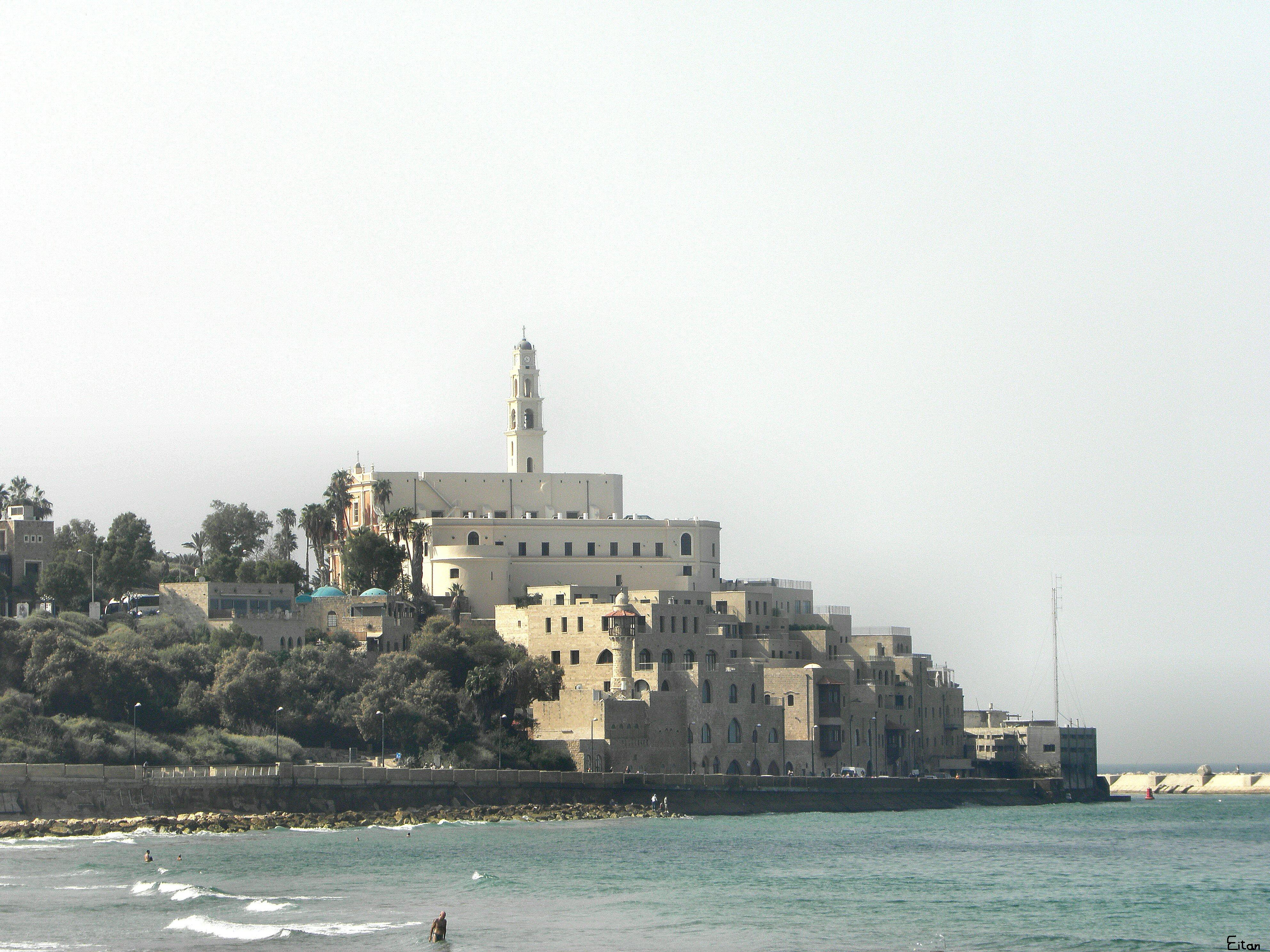
كنيسة القلعة، أحد معالم يافا